# Vasszentmihályi völgyhíd
A Vasszentmihályi völgyhíd viadukt az M80-as autóúton, Magyarország egyik leghosszabb autóúti völgyhídja. Építése 2018. március 8-án kezdődött és 2021-ben adták át a forgalomnak.

## Történelem

### Nyomvonal-kijelölés
A tervezés előzményeként Nemzeti Infrastruktúra Fejlesztő Zrt. megrendelésére 2010. évben készült el a Körmend-Szentgotthárd országhatár szakasz Környezeti és örökségvédelmi hatástanulmánya, valamint az azt megalapozó műszaki tanulmányterv (tervező: Mott MacDonald Magyarország Kft. – VIAMED 2002 Bt. Konzorcium). A dokumentációt NIF Zrt. környezetvédelmi engedélykérelemmel benyújtotta az Országos Környezetvédelmi, Természetvédelmi és Vízügyi Főfelügyelőségre.  
A hatóság a 2013. február 14-én kelt határozatában kiadta a környezetvédelmi engedélyt a KHT-ban vizsgált nyomvonal-változatok közül a „KE-B1m-A2m-A3m” nyomvonalra, 2×2 forgalmi sávos autópálya kiépítésére. 
A tervezett nyomvonal csatlakozik az osztrák államhatáron a tervezett S7-es autóúthoz, melynek keleti szakasza első ütemben 2×1 forgalmi sávval épül meg.  
A Nemzeti Infrastruktúra Fejlesztő Zrt. a környezetvédelmi engedély birtokában, mint Megrendelő nyílt közbeszerzési eljárás keretében 2013.11.07-án szerződést kötött az UNITEF-FŐMTERV-UTIBER-UVATERV Konzorciummal. A Konzorcium vezető tagja az UNITEF’83 Műszaki Tervező és Fejlesztő Zrt.
A tervezési feladat a teljes tervezési szakaszon 2x2 forgalmi sávos és leállósávos, fizikai elválasztással kialakított 130 km/ó tervezési sebességű autópályává fejleszthető autóút kialakítása. Az első ütemű kialakításnál figyelembe veendő szempontokat és paramétereket a Nemzeti Fejlesztési Minisztérium határozta meg az elkészített vizsgálatokat, valamint tervtanácsi döntéseket követően 2014. július végén elrendelte a fizikai elválasztás nélküli, 110 km/h tervezési sebességű, 2×1 sávos autóút engedélyezési tervének elkészítését.
Az elkészült engedélyezési tervek alapján a NIF Zrt. meghatalmazásával a tervezők még 2014 végén elkészültek az építési engedélyezési tervekkel.
A Vasszentmihályi völgyhíd az M8 autóút 179+929 km szelvényében kap helyet. 

### Építés
A Vasszentmihályi völgyhíd Vasszentmihály községet északról kerüli el változatos domborzati viszonyok között. A Vörös-patak völgye észak-déli irányban keresztezi az autóút nyomvonalát. 2019-ben megtörtént a pilonok alapozása, és keleti oldalról nyugat felé haladva a 10 pilon kialakítása betonozással.
2020. május 11-én befejeződött az M8-as autóút legnagyobb hídjának betolása. Az 575 méteres vasszerkezet a keleti domboldalon kialakított szerelőtelepről nyugat felé indulva közel egy év alatt tette meg útját, hogy aztán elfoglalja méltó helyét a Körmend – országhatár közötti útszakaszon.

## Műszaki adatok
A völgyhíd folytatólagos 10 nyílású acél főtartós öszvér felszerkezetű lesz. A híd egy autóút ívében helyezkedik el, ezért szerkezete is ennek megfelelően hajlik. Hosszát tekintve 574 m van megjelölve a műszaki leírásokban, míg egyes tanulmányok 575 m-ként jelölik azt meg.

## Képgaléria

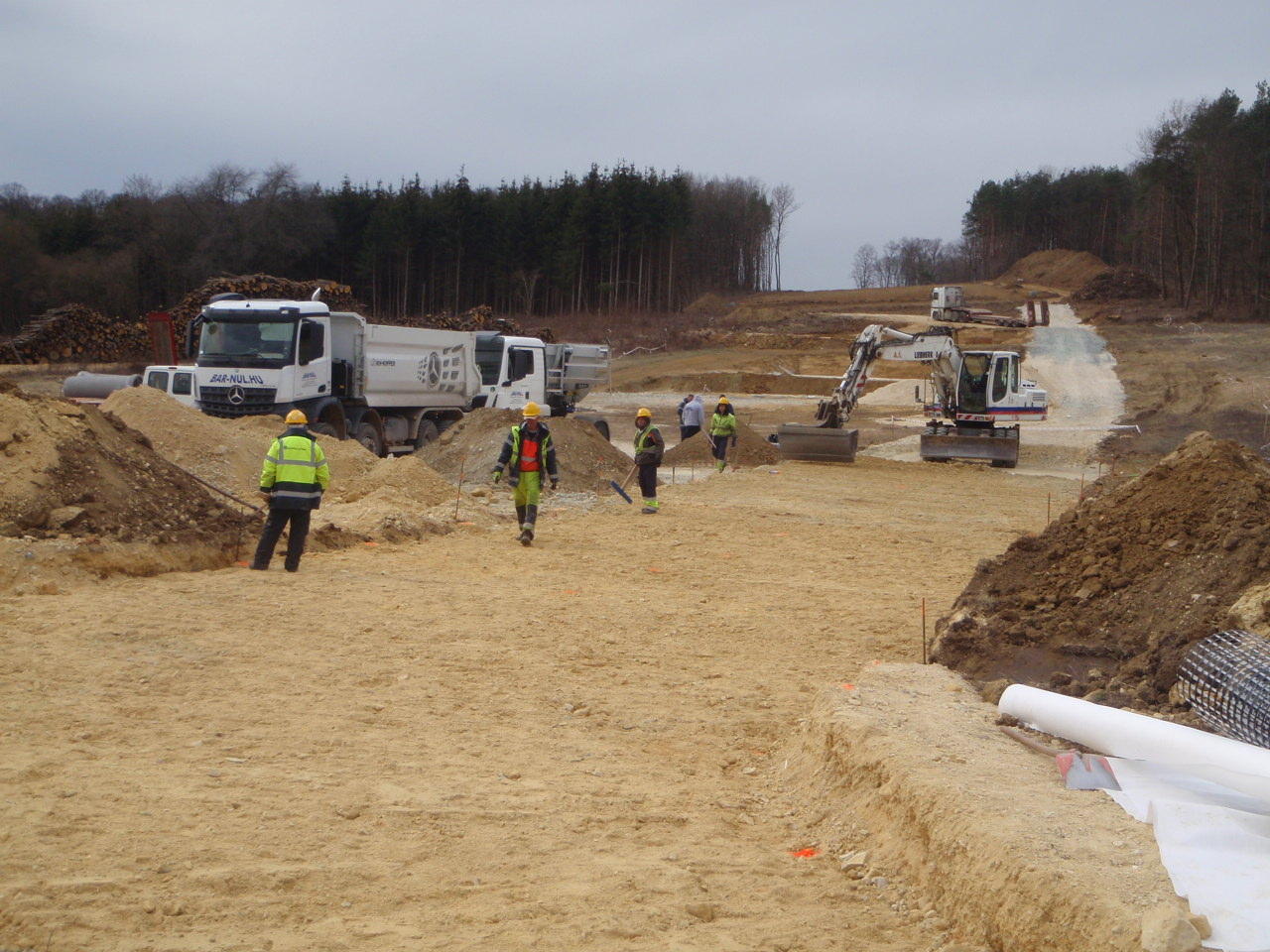
Az épülő viadukt 2019 márciusában a nemesmedvesi útról
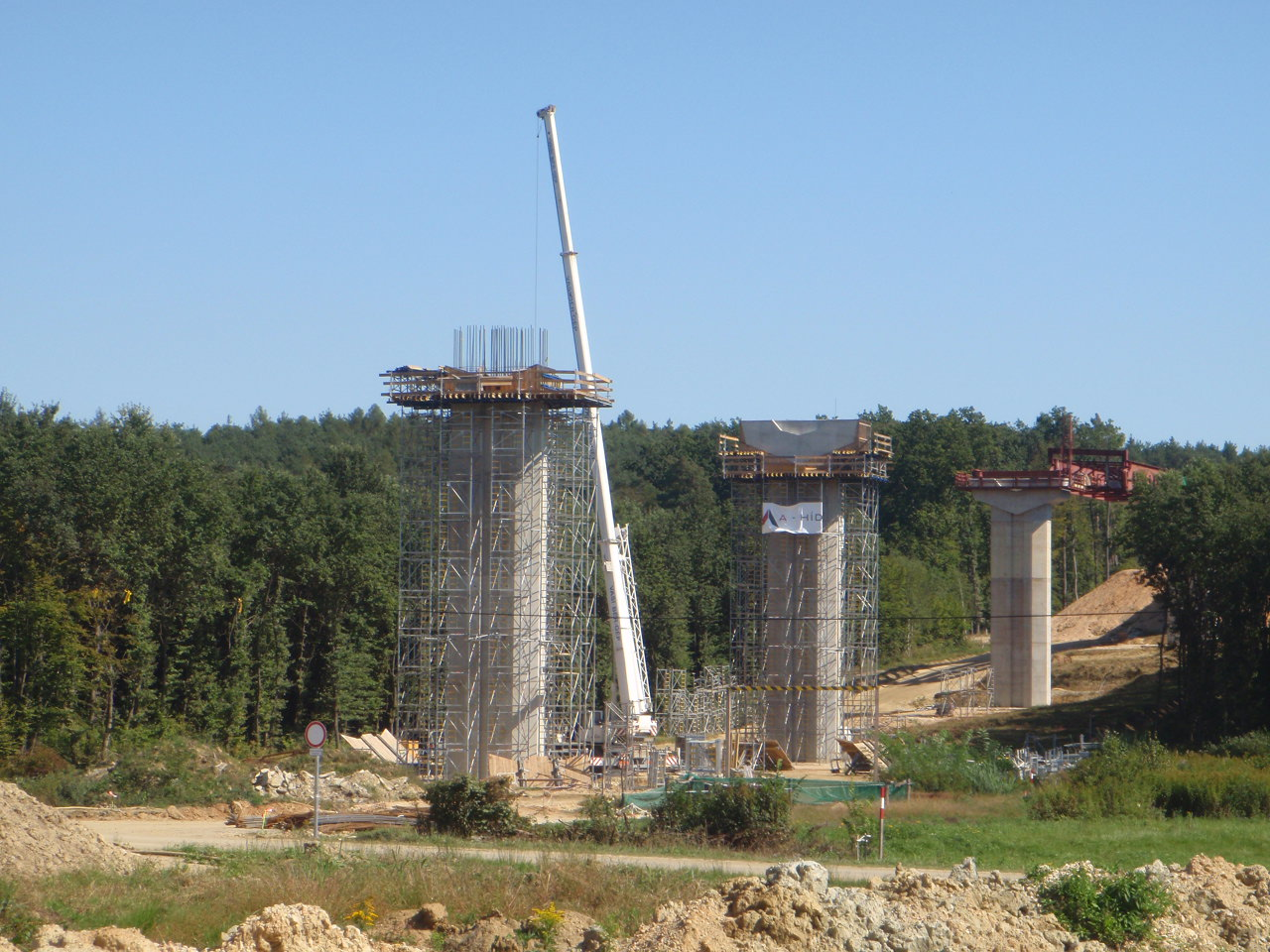
Az épülő viadukt 2019 szeptemberében nyugatról
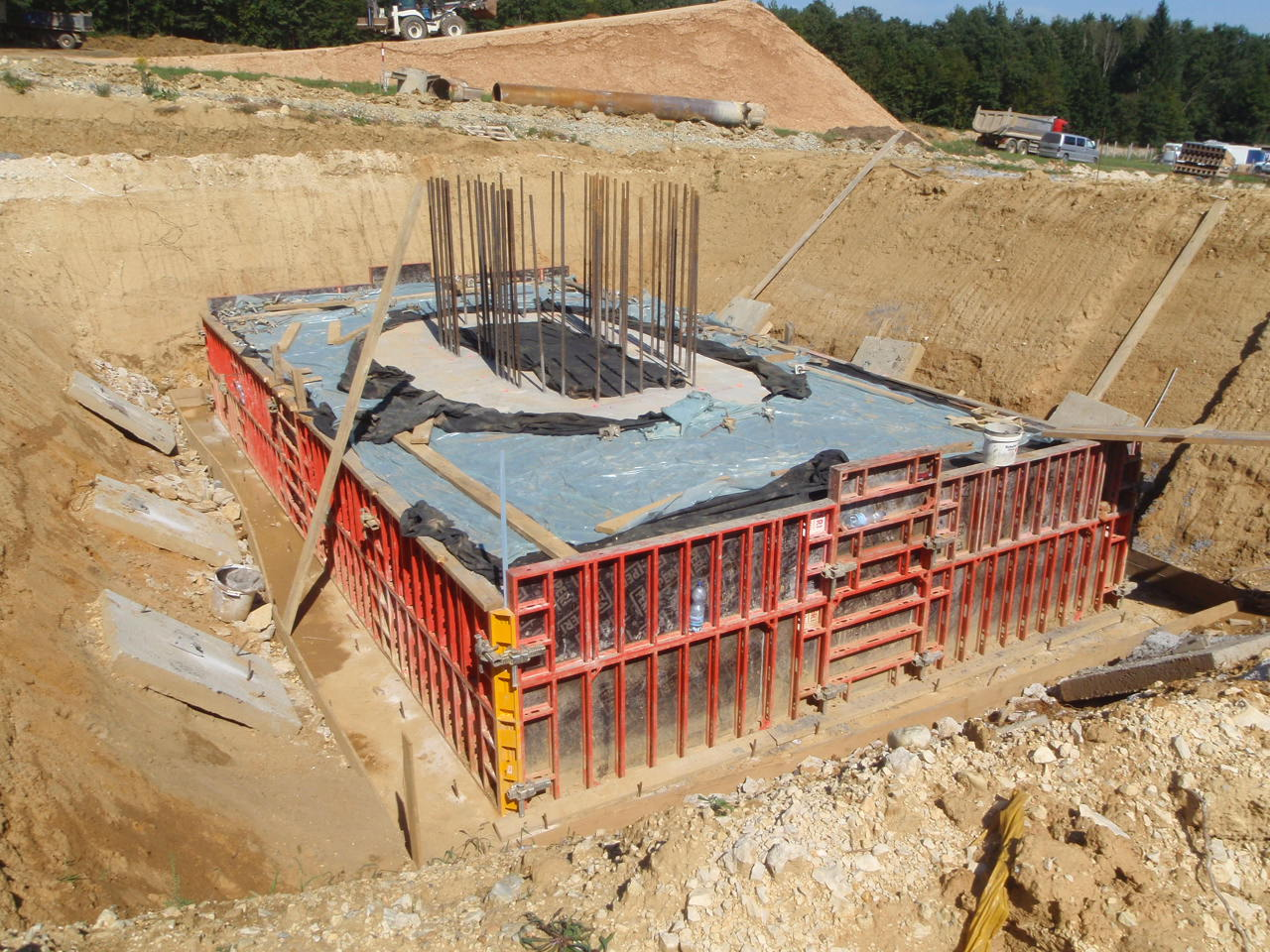
A pilon alapozása 2019 szeptemberében
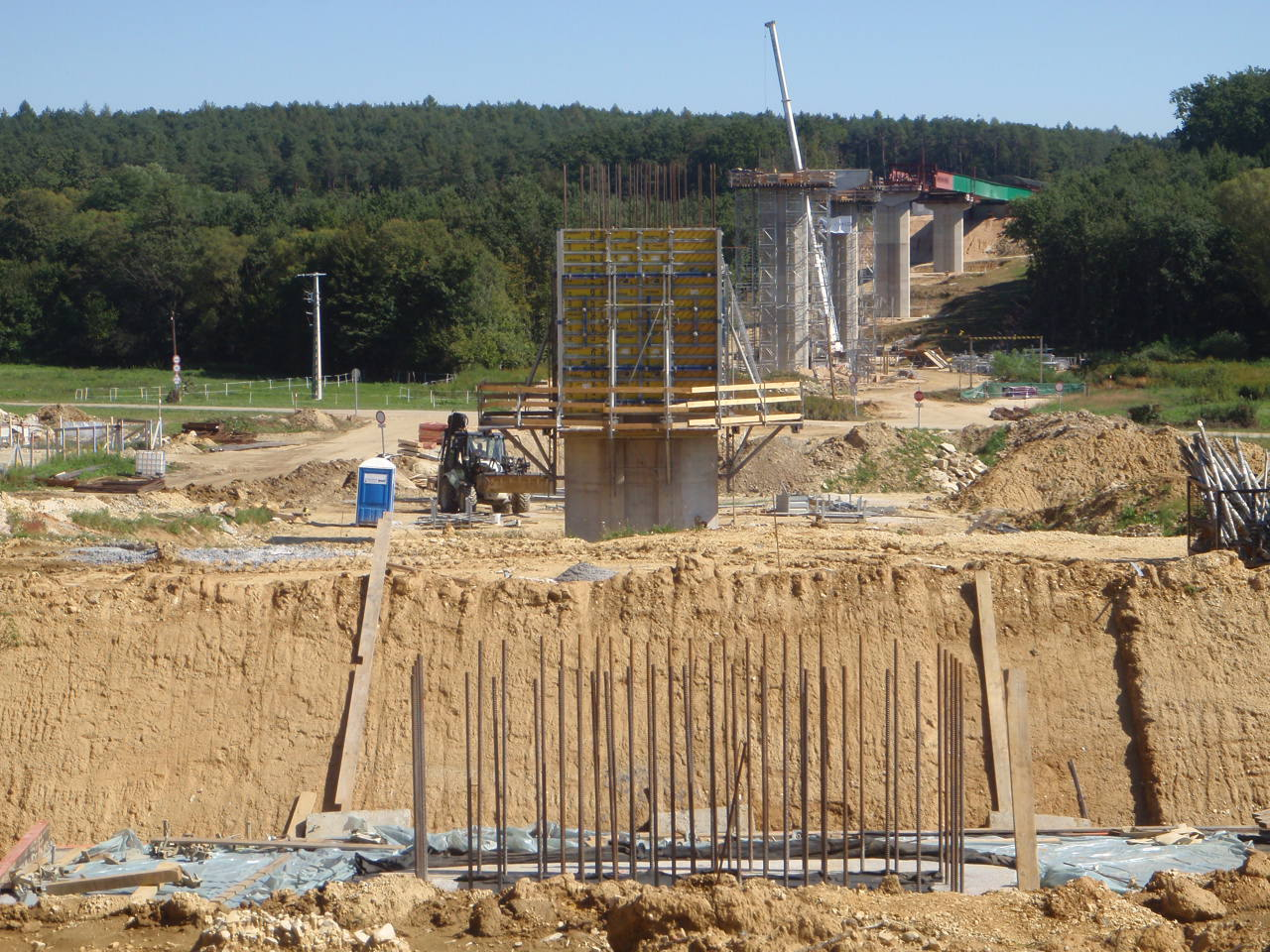
Az épülő viadukt 2019 szeptemberében
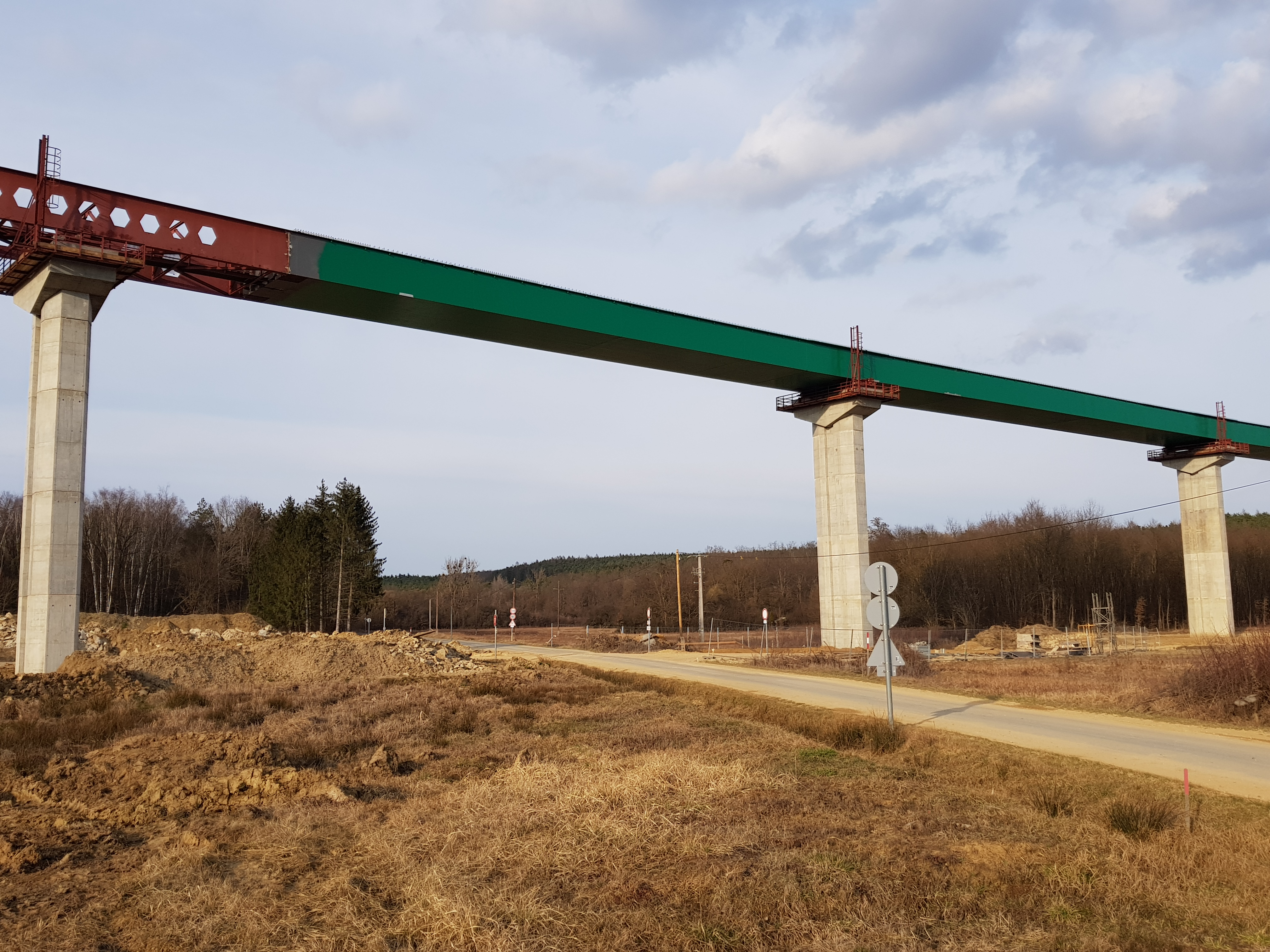
M80 Völgyhíd a nemesmedvesi útról (2020 február)
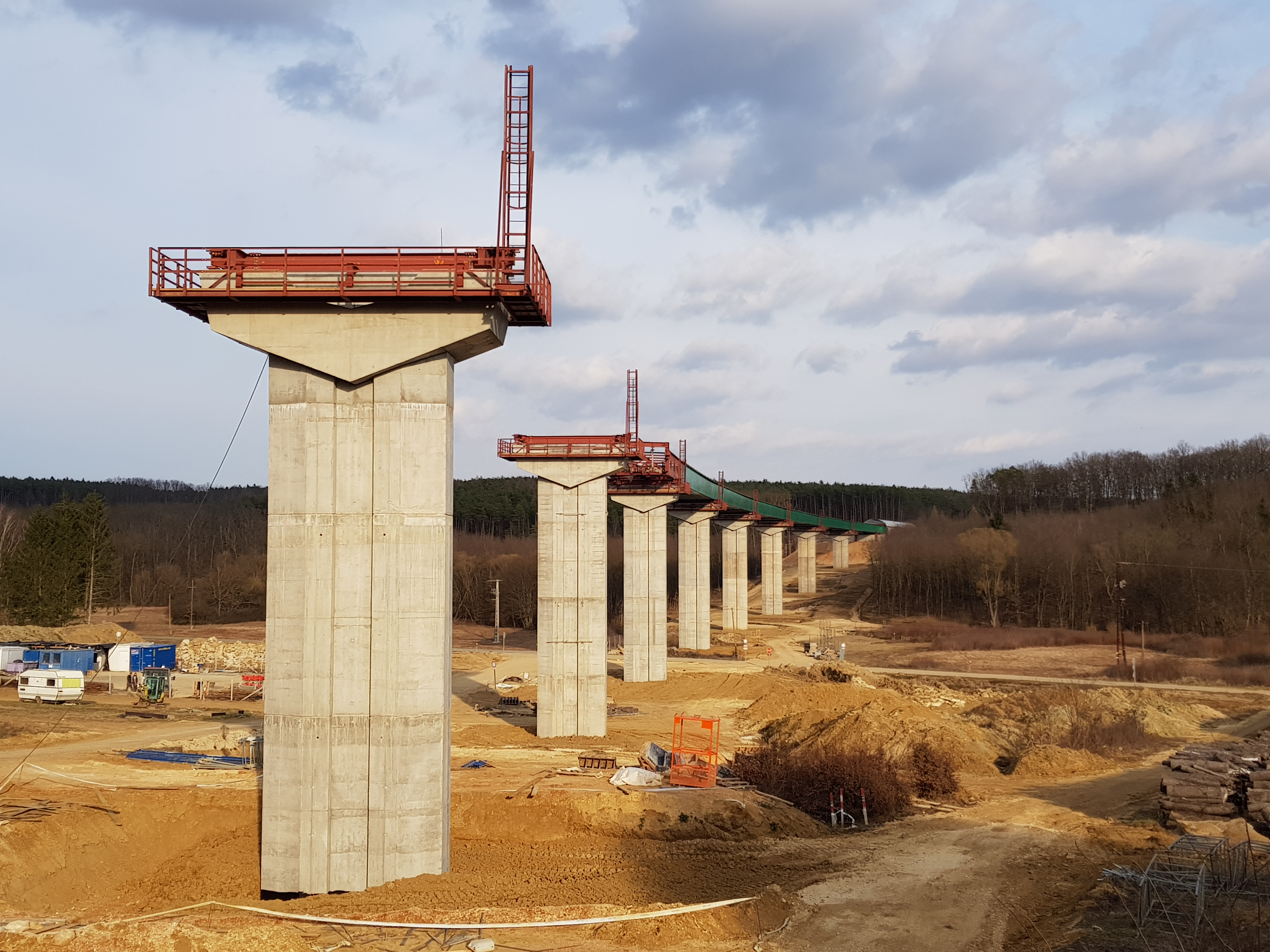
Völgyhíd pilonjai (2020 február)